# 고모모조노 천황
고모모조노 천황(일본어: 後桃園天皇, 1758년 8월 5일 ~ 1779년 12월 16일)은 일본의 제118대 천황(1771년 1월 9일 ~ 1779년 12월 16일)이다. 이름은 히데히토(英仁)였다. 1768년 황태자가 되었으며, 2년 후에 1771년 그의 고모인 고사쿠라마치 천황이 그에게 황위를 물려줬다. 몸이 허약했던 탓에 1779년에 22세의 나이로 승하하였다. 딸 한명을 낳았을 뿐 아들을 낳지 못해 양자를 들여 고카쿠 천황이 되었다.

## 가족
모모조노 천황의 장남이다. 어머니는 이치조 가네카의 딸이며 모모조노 천황의 여어(女御)인 교라이몬인(恭礼門院) 이치조 도미코(一条富子)이다. 동생으로 후시미노미야 사다모치 친왕이 있다.
- 여어: 고노에 고레코(近衛維子)
  - 제1황녀: 요시코 내친왕(欣子内親王, 고카쿠 천황의 중궁)
- 양자
  - 도모히토 친왕(고카쿠 천황) - 간인노미야 스케히토 친왕의 여섯째 아들

## 같이 보기
- 일본 천황